# Girondins de Bordeaux Natation
Le club des Girondins de Bordeaux Natation est basé à Bordeaux en Gironde. Ce club est une section du club omnisports des Girondins de Bordeaux omnisports, créé en 1881. 
Depuis 1941, la natation aux Girondins de Bordeaux a connu de grands nageurs et répertorie de nombreux succès en compétition. Arrivant souvent en tête des classements aquitains le club finit régulièrement premier club d’Aquitaine, c’est le cas durant 6 années de suite de 2004 à 2009. Son classement national est en bonne position, 5e club français en 1967, il arrive depuis les années 2000 dans les 100 premiers clubs français, sur près de 1 300 clubs en France.
La section natation des Girondins propose, en plus de la natation sportive et de loisir, une école de natation avec éveil aquatique, de la natation synchronisée, de l’aquagym et des séances aquaphobie. Elle compte à l’heure actuelle plus de 500 adhérents.
Depuis plus de 30 ans, elle organise l’un des plus grands meetings de natation en France : « Le grand prix Arena des Girondins de Bordeaux ». Cet événement, traditionnellement organisé à la piscine Judaïque, réuni tous les ans plus de 500 nageurs et 1 500 visiteurs. Chaque année, depuis 2007, ce club organise au mois de juin, la Traversée de Bordeaux à la nage.

## Membres célèbres
- Jean Boiteux, premier champion olympique français de natation sportive en 1952 à Helsinki. Entraîneur puis président du club de 1998 à 2010.
- Marc Lafosse, champion de France en petit bassin en 2006 du 50 m brasse.